# Aspidorhynchidae
Die Aspidorhynchidae sind eine ausgestorbene Familie der Knochenfische (Osteichthyes). Sie stehen allein in der Ordnung Aspidorhychiformes und lebten vom Mittleren Jura bis zur Oberen Kreide. 

## Merkmale
Die Fische ähneltem mit ihrem langgestreckten Körper und der spitzen Schnauze den heutigen Hornhechten (Belonidae). Ihr Körper war noch mit den urtümlichen Ganoidschuppen bedeckt. Rücken- und Afterflosse waren kurz und standen sich im hinteren Viertel des Rumpfes symmetrisch gegenüber. Die Bauchflossen befanden sich kurz hinter der Körpermitte. Die Aspidorhynchidae wurden bis zu einem Meter lang. Wahrscheinlich waren es schnelle Raubfische.

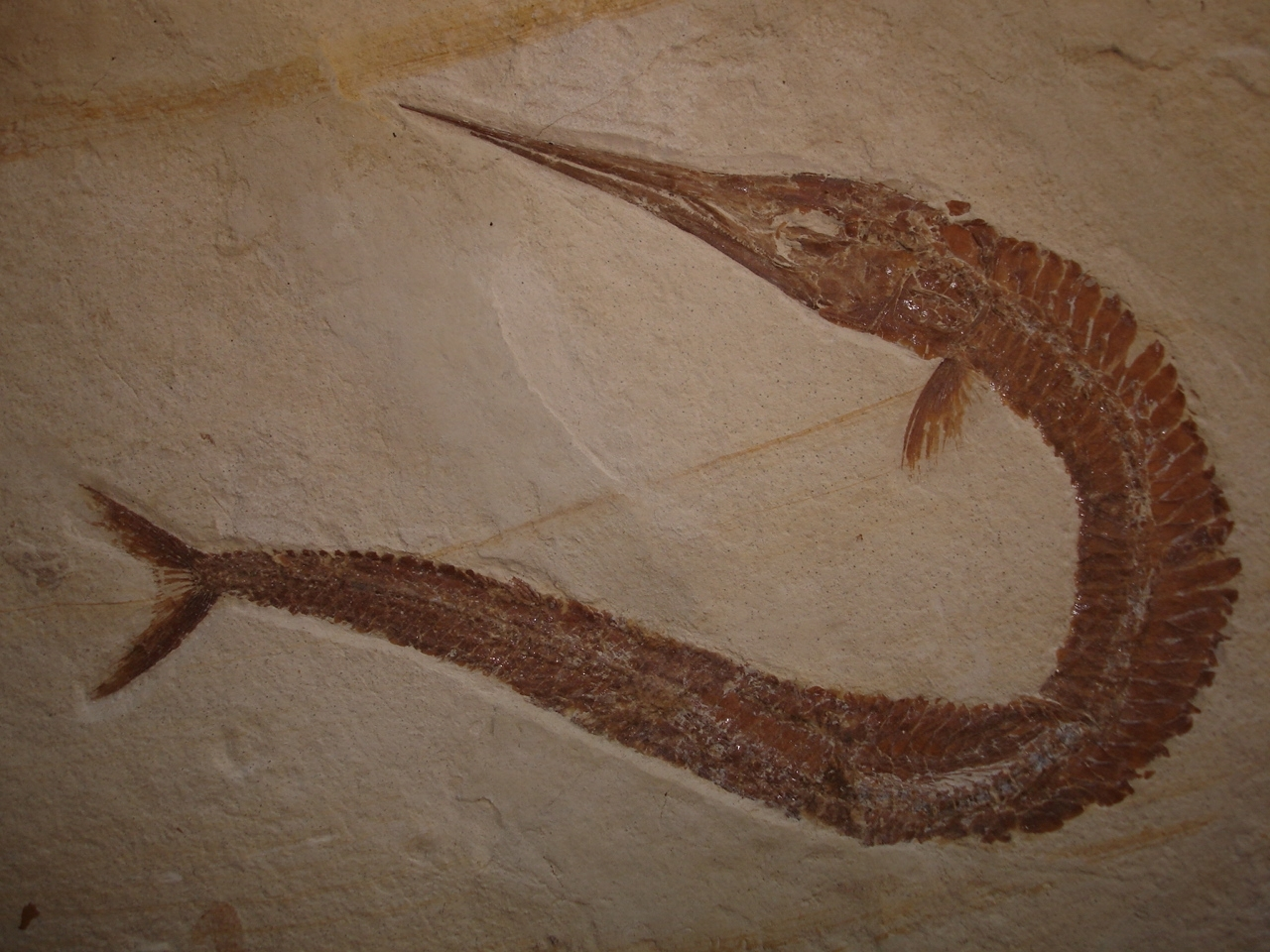
†Belonostomus tenuirostris (Agassiz 1835) aus dem Oberjura von Painten, Deutschland.

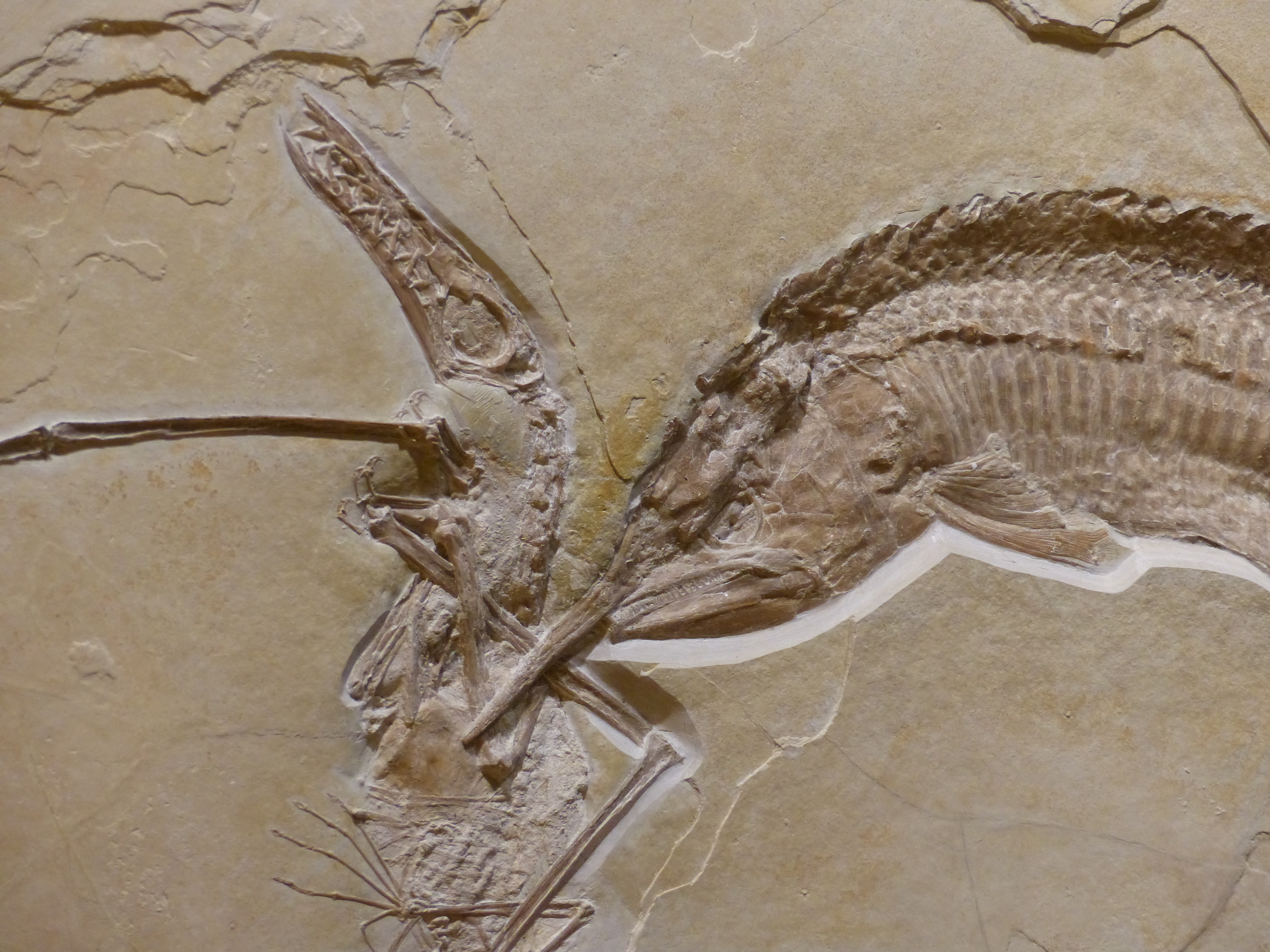
Ein Raubfisch der Gattung Aspidorhynchus fängt einen Flugsaurier der Gattung Rhamphorhynchus

## Gattungen und Arten
- Aspidorhynchus Agassiz, 1833
  - Aspidorhynchus acutirostris
  - Aspidorhynchus arawaki
  - Aspidorhynchus euodus
  - Aspidorhynchus fisheri
  - Aspidorhynchus sphekodes
- Belonostomus Agassiz, 1834
  - Belonostomus münsteri
  - Belonostomus tenuirostris
  - Belonostomus crassirostris
- Vinctifer Jordan, 1920
  - Vinctifer longirostris